# Henia hirsuta
Henia hirsuta är en mångfotingart som beskrevs av Karl Wilhelm Verhoeff 1928. Henia hirsuta ingår i släktet Henia och familjen Dignathodontidae.
Artens utbredningsområde är Grekland. Inga underarter finns listade i Catalogue of Life.